# Bill Hunter Trophy
Bill Hunter Trophy var ett årligt pris i World Hockey Association som gavs till ligans poängkung under grundserien. Namnet på trofén kommer från grundaren av ishockeyklubben Alberta Oilers (senare Edmonton Oilers), Bill Hunter. Det finns även en trofé i WHL, "Bill Hunter Memorial Trophy", som är uppkallad efter Bill Hunter.

## Vinnare 1973-1979
| Säsong    | Spelare       | Lag                       | Antal poäng |
| --------- | ------------- | ------------------------- | ----------- |
| 1972/1973 | André Lacroix | Philadelphia Blazers      | 124         |
| 1973/1974 | Mike Walton   | Minnesota Fighting Saints | 117         |
| 1974/1975 | André Lacroix | San Diego Mariners        | 147         |
| 1975/1976 | Marc Tardif   | Quebec Nordiques          | 148         |
| 1976/1977 | Réal Cloutier | Quebec Nordiques          | 141         |
| 1977/1978 | Marc Tardif   | Quebec Nordiques          | 154         |
| 1978/1979 | Réal Cloutier | Quebec Nordiques          | 129         |